# Gordon Bromley
Pour les articles homonymes, voir Bromley (homonymie).
Gordon Bromley (1910-1988) est un essayiste et un auteur britannique de roman policier.

## Biographie
Dès les années 1930, il travaille dans le milieu de la publicité et rédige quelques articles qui paraissent dans des magazines. En 1974, il publie London Goes to War, 1939, un essai documenté sur les circonstances de la montée du nazisme en Europe et du déclenchement de la Deuxième Guerre mondiale.
Dans les années 1970, il fait aussi paraître trois whodunits standards ayant pour héros l’inspecteur Severn.

## Œuvre

### Romans policiers

#### SérieInspecteur Severn
- In the Absence of the Body (1972)
- The Chance to Poison (1973) Publié en français sous le titre Rivalités, Paris, Librairie des Champs-Élysées, Le Masque no 1598, 1980
- A Midsummer Night’s Crime (1977) Publié en français sous le titre Le Crime d’une nuit d’été, Paris, Librairie des Champs-Élysées, Le Masque no 1528, 1978

### Essai
- London Goes to War, 1939 (1974)

## Sources
- Jacques Baudou et Jean-Jacques Schleret, Le Vrai Visage du Masque, vol. 1, Paris, Futuropolis, 1984, 476 p. (OCLC 311506692), p. 81-82.